# BWF International Challenge 2023
Die BWF International Challenge 2023 war die 17. Auflage der BWF International Challenge im Badminton. 

## Turniere und Sieger
| Veranstaltung | Herreneinzel              | Dameneinzel              | Herrendoppel                                       | Damendoppel                             | Mixed                                             |
| ------------- | ------------------------- | ------------------------ | -------------------------------------------------- | --------------------------------------- | ------------------------------------------------- |
| Iran          | Syabda Perkasa Belawa     | Tanya Hemanth            | Christian Bernardo Alvin Morada                    | Jesita Putri Miantoro Febi Setianingrum | Chen Tang Jie Toh Ee Wei                          |
| Uganda        | Justin Hoh                | Letshanaa Karupathevan   | Pongsakorn Thongkham Wongsathorn Thongkham         | Trisha Hegde Khushi Thakkar             | Andy Kwek Crystal Wong Jia Ying                   |
| Thailand      | Minoru Koga               | Asuka Takahashi          | Chaloempon Charoenkitamorn Nanthakarn Yordphaisong | Liu Chiao-yun Wang Yu-qiao              | Ruttanapak Oupthong Jhenicha Sudjaipraparat       |
| Vietnam       | Takuma Obayashi           | Nguyễn Thùy Linh         | Jin Yong Na Sung-seung                             | Lee Yu-lim Shin Seung-chan              | Jafar Hidayatullah Aisyah Salsabila Putri Pranata |
| Polen         | Alex Lanier               | Yeo Jia Min              | Daniel Lundgaard Mads Vestergaard                  | Jin Yujia Crystal Wong Jia Ying         | Mads Vestergaard Christine Busch                  |
| Japan         | Yushi Tanaka              | Shiori Saito             | Hiroki Midorikawa Kyohei Yamashita                 | Lee Yu-lim Shin Seung-chan              | Wang Chan Shin Seung-chan                         |
| Mexiko        | Jan Louda                 | Manami Suizu             | Daniel Lundgaard Mads Vestergaard                  | Sayaka Hobara Yui Suizu                 | Vinson Chiu Jennie Gai                            |
| Slowenien     | Sameer Verma              | Huang Yu-hsun            | Low Hang Yee Ng Eng Cheong                         | Liu Chiao-yun Wang Yu-qiao              | Jesper Toft Clara Graversen                       |
| Italien       | abgesagt                  | abgesagt                 | abgesagt                                           | abgesagt                                | abgesagt                                          |
| Malediven     | Ravi                      | Ashmita Chaliha          | Pharanyu Kaosamaang Worrapol Thongsa-Nga           | Laksika Kanlaha Phataimas Muenwong      | Hoo Pang Ron Teoh Mei Xing                        |
| Marianen      | Liao Jhuo-fu              | Kim Ga-ram               | Wei Chun-wei Wu Guan-xun                           | Hsu Ya-ching Lin Wan-ching              | Wang Chan Shin Seung-chan                         |
| Dänemark      | Huang Yu-kai              | Kristin Kuuba            | Rasmus Kjær Frederik Søgaard                       | Hsieh Pei-shan Tseng Yu-chi             | Rohan Kapoor Siki Reddy                           |
| Saipan        | Takuma Obayashi           | Tomoka Miyazaki          | Lee Fang-chih Lee Fang-jen                         | Hsu Ya-ching Lin Wan-ching              | Presley Smith Allison Lee                         |
| Nantes        | Arnaud Merklé             | Komang Ayu Cahya Dewi    | Junaidi Arif Yap Roy King                          | Tanisha Crasto Ashwini Ponnappa         | Mads Vestergaard Christine Busch                  |
| China         | Lei Lanxi                 | Chen Lu                  | Chen Xujun Peng Jianqin                            | Xia Yuting Zhou Xinru                   | Cheng Xing Chen Fanghui                           |
| Mongolei      | Chan Yin Chak             | Akari Kurihara           | Low Hang Yee Ng Eng Cheong                         | Lui Lok Lok Ng Wing Yung                | Kenneth Choo Gronya Somerville                    |
| Réunion       | Arnaud Merklé             | Hina Akechi              | Krishna Prasad Garaga Vishnuvardhan Goud Panjala   | Margot Lambert Anne Tran                | Koceila Mammeri Tanina Mammeri                    |
| Lagos         | Jonathan Matias           | Inés Castillo            | P. S. Ravikrishna Sankar Prasad Udayakumar         | Simran Singhi Ritika Thaker             | José Guevara Inés Castillo                        |
| Indonesien    | Alwi Farhan               | Ester Nurumi Tri Wardoyo | Berry Angriawan Rian Agung Saputro                 | Jesita Putri Miantoro Febi Setianingrum | Weeraphat Phakjarung Ornnicha Jongsathapornparn   |
| Guatemala     | Ygor Coelho               | Samiya Imad Farooqui     | Kevin Lee Ty Alexander Lindeman                    | Catherine Choi Josephine Wu             | Ty Alexander Lindeman Josephine Wu                |
| Belgien       | Lucas Claerbout           | Neslihan Arın            | Andreas Søndergaard Jesper Toft                    | Maiko Kawazoe Haruna Konishi            | Marcus Ellis Lauren Smith                         |
| Peru          | Takuma Kawamoto           | Kaoru Sugiyama           | Kevin Lee Ty Alexander Lindeman                    | Annie Xu Kerry Xu                       | Ty Alexander Lindeman Josephine Wu                |
| Schottland    | Mads Christophersen       | Neslihan Arın            | Daniel Lundgaard Mads Vestergaard                  | Gabriela Stoeva Stefani Stoeva          | Mads Vestergaard Christine Busch                  |
| Bendigo       | Keita Makino              | Jaslyn Hooi              | Chen Cheng-kuan Chen Sheng-fa                      | Setyana Mapasa Angela Yu                | Chen Sheng-fa Lin Jhih-yun                        |
| Niederlande   | Victor Svendsen           | Julie Dawall Jakobsen    | Rory Easton Zach Russ                              | Debora Jille Cheryl Seinen              | Callum Hemming Estelle van Leeuwen                |
| Surabaya      | Aidil Sholeh              | Sim Yu-jin               | Kenya Mitsuhashi Hiroki Okamura                    | Laksika Kanlaha Phataimas Muenwong      | Hiroki Nishi Akari Sato                           |
| North Harbour | abgesagt                  | abgesagt                 | abgesagt                                           | abgesagt                                | abgesagt                                          |
| Indien        | Sathish Kumar Karunakaran | Isharani Baruah          | Hariharan Amsakarunan Ruban Kumar Rethinasabapathi | Miku Shigeta Maya Taguchi               | Phatharathorn Nipornram Nattamon Laisuan          |
| Chattisgarh   | Sathish Kumar Karunakaran | Unnati Hooda             | Chaloempon Charoenkitamorn Thanawin Madee          | Tidapron Kleebyeesun Nattamon Laisuan   | Sathish Kumar Karunakaran Aadya Variyath          |
| Irland        | Nhat Nguyen               | Yang Yu-chi              | Christopher Grimley Matthew Grimley                | Maiken Fruergaard Sara Thygesen         | Terry Hee Tan Wei Han                             |
| Malaysia      | Minoru Koga               | Miho Kayama              | Takuto Inoue Masayuki Onodera                      | Lin Chih-chun Sung Yu-hsuan             | Hoo Pang Ron Cheng Su Yin                         |
| Bahrain       | Minoru Koga               | Chen Lu                  | Kazuki Shibata Naoki Yamada                        | Gabriela Stoeva Stefani Stoeva          | Zhou Zhihong Yang Jiayi                           |
| Wales         | Joakim Oldorff            | Rosy Oktavia Pancasari   | Christopher Grimley Matthew Grimley                | Gabriela Stoeva Stefani Stoeva          | Jan Colin Völker Stine Küspert                    |
| El Salvador   | Kevin Cordón              | Juliana Viana Vieira     | Kevin Lee Ty Alexander Lindeman                    | Francesca Corbett Allison Lee           | Presley Smith Allison Lee                         |
| Kanada        | Brian Yang                | Wen Yu Zhang             | Arif Abdul Latif Jonathan Bing Tsan Lai            | Jacqueline Cheung Rachel Honderich      | Rian Agung Saputro Serena Kani                    |
| Bangladesch   | abgesagt                  | abgesagt                 | abgesagt                                           | abgesagt                                | abgesagt                                          |